# Эпизод из жизни Дмитрия Донского
Эпизод из жизни Дмитрия Донского — короткометражный фильм 1909 года.

## Сюжет
Куликовская битва, доставившая Дмитрию прозвище «Донского», окружила имя его ореолом и сделала его героем многих сказаний. Одно из таких сказаний и послужило сюжетом для картины и заключается в следующем. Орды Мамая рыскали по городам и сёлам России. Не встречая отпора со стороны великокняжеских войск, занятых междоусобицей и не сумевших соединиться в одно целое, могучее войско, татары почти безнаказанно хозяйничали на Руси. В один из своих набегов татары напали на небольшую деревушку и в семье одного старого крестьянина убили сына, не захотевшего изменить вере отцов, и забрали в плен дочь. Старик-отец, не потерявшись, выследил стоянку татар и бросился к Дмитрию Донскому, прося у него защиты. Добрый князь тотчас же снаряжает погоню и, сам став во главе отряда, нападает на вражеский стан и, разбив его, освобождает дочь старика. Такого в двух словах содержание ленты. Превосходно разыгранная картина даёт полное понятие об эпохе, захватив на небольшом расстоянии быт деревенский, военный и великокняжеский.

## Критика
Есть пьеса «Дмитрий Донской». Чем прилизанна обстановка крестьянской избы отличается от современной деревенской комнаты? Всякий, кто увидит классически-традиционные скамьи, деревянный стол, сейчас же скажет, что изба эта была снята специально для кинематографического сеанса. Где же историзм?

Есть картина «Дмитрий Донской». Содержание её незатейливо. Человек пятнадцать татар нападают на дом русского крестьянина, убивают сына, уводят дочь. А отец-старик отправляется к великому князю в Москву пешком просить помощи. Значит, действие происходит около Москвы. Затем обычная история: девушку русские выручили, а татар перебили. Картина фальшива с начала до конца. Никогда, во-первых, татары такими малыми шайками не разбойничали около Москвы. Но допустим, что это так. Но, разграбив дом старика и уведя дочь, татары должны были поспешить скрыться. Но не тут-то было. Князь со своими воинами отправляется не искать их по лесу, а идёт прямо на знакомое место, врасплох нападает на татар и всех уничтожает. При исторической неверности и плохой постановке картина производит неприятное впечатление.

У «Эпохи Дмитрия Донского» случился неприятный «эпизод» с фирмой Бр. Пате. Эпоху там «сняли», притом так старательно, что от Дмитрия Донского ничего не осталось. Теперь этот «эпизод» можно видеть на экране в нескольких театрах.

## Технические данные
Историч. драма в 9 сценах. 230 м. 
Бр. Пате (Моск. отд.) 
Выпуск 15.XII.1909. 
Реж. Кай Ганзен, 
опер. Жорж Мейер и Топпи, 
худож. Михаил Кожин. 
Актёры: И. Лангфельд (крестьянин), [Кузьма?] Матвеев (Дмитрий), Владимир Карин (сын), Владимир Савельев (его дядя), Нина Рутковская (дочь), Пётр Воинов (монгол).

## Интересные факты
- В 1910 году фильм прокатывался в США.[7]